# Ayabe Kitsuju

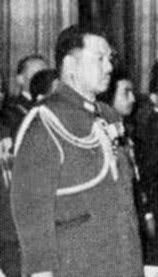
General Ayabe

Ayabe Kitsuju (jap. 綾部 橘樹; * 18. April 1894 in der Präfektur Ōita; † 14. Februar 1980) war ein Generalleutnant der Kaiserlich Japanischen Armee.

## Frühe Karriere
Ayabe schloss im Oktober 1917 die Kaiserlich Japanische Heereskavallerieschule im Rang eines Unterleutnants ab und wurde daraufhin dem 12. Kavallerieregiment zugeteilt. Vom August 1918 bis zum Juli 1919 nahm er an der Sibirischen Intervention teil. 1924 besuchte er die Kaiserlich Japanische Heereshochschule, die er im Rang eines Hauptmanns verließ. Er diente daraufhin in verschiedenen Stabspositionen, bevor er von August 1928 bis zum November 1930 als Militärattaché nach Polen und in die Sowjetunion geschickt wurde. Zurück in Japan folgte seine Beförderung zum Major und 1934 schließlich zum Oberstleutnant.

## China und der Pazifikkrieg
Von 1935 bis 1937 diente Ayabe in der Manöverabteilung der Kwantung-Armee und von 1937 bis 1939 als Kommandeur der 1. Abteilung für Organisation und Mobilisation des Kaiserlich Japanischen Generalstabs. Er blieb während dieser Verwendung jedoch im japanischen Marionettenstaat Mandschukuo stationiert und erlebte dort den Ausbruch des Zweiten Chinesisch-Japanischen Krieges.
Von 1939 bis 1940 war er Kommandeur des in China stationierten 25. Kavallerieregiments. Im Anschluss daran wurde er kurzzeitig zum Stellvertretenden Befehlshaber der 3. Japanischen Armee. Zwischen 1940 und 1941 reiste er nach Europa und besuchte dort Berlin und Rom, um die Zusammenarbeit zwischen Japan und den anderen Achsenmächten zu koordinieren.
Zurück in China wurde Ayabe von Juli 1941 bis Juli 1942 stellvertretender Befehlshaber der Kwantung-Armee in der Mandschurei und ab Juli 1942 Befehlshaber der ebenfalls in der Mandschurei stationierten Ersten Regionalarmee.
Nach seiner Beförderung zum Generalleutnant im Oktober 1943 wurde er nach Singapur verlegt und dort zum Stellvertretenden Stabschef der Südarmee. Nachdem diese Anfang 1944 in die Siebte Regionalarmee umgegliedert worden war, erhielt Ayabe den Posten als Stabschef. Nach einer schweren Verwundung bei einem Flugzeugabsturz im Februar 1944 wurde er nach Tokio zurückbeordert und diente dort bis zur Kapitulation Japans im Generalstab.
Mit dem Kriegsende kam seine Entlassung aus dem Militärdienst. Von 1955 bis 1970 arbeitete er als Berater bei Mitsubishi Heavy Industries.